# Sputnik 2
Lo Sputnik 2 fu il secondo satellite artificiale entrato in orbita della storia. Venne lanciato il 3 novembre 1957, a un mese di distanza dal primo, lo Sputnik 1,e il primo con un essere vivente a bordo.
Dopo vari test coi cani nell'ambito del programma spaziale sovietico, lo Sputnik 2 fu la prima sonda con a bordo un essere vivente, la cagnolina Kudrjavka (erroneamente denominata "Laika", che era il nome convenzionale russo della razza) a raggiungere lo Spazio. Come avvenne per lo Sputnik 1, il razzo che lo mise in orbita fu il Semërka (R-7). La massa era però ben superiore al primo satellite, 508,3 kg, compresi i 6 kg di Kudrjavka. La batteria del satellite si esaurì dopo appena sei giorni. Rientrò nell'atmosfera terrestre il 14 aprile 1958, dopo un viaggio di 162 giorni. Il satellite rientrò nell'atmosfera come previsto vicino a Mosca dopo aver raggiunto un'altitudine massima di 350 km; la cagna Kudrjavka morì invece dopo appena sette ore dal lancio a causa degli sbalzi di temperatura.
Il lancio fu annunciato il 31 ottobre 1957 in occasione del 40º anniversario della rivoluzione bolscevica.